# گرتون، نورث‌همپتون‌شر
گرتون (به انگلیسی: Gretton) یک روستا و محله مدنی در بریتانیا است که در Corby واقع شده‌است. گرتون ۱٬۲۸۵ نفر جمعیت دارد.